# Tim Robbins
Timothy Francis Robbins (West Covina, Kalifornija, 16. listopada 1958.) je američki glumac, scenarist, redatelj, producent, aktivist i povremeni glazbenik. Dobitnik je Oscara za najboljeg sporednog glumca 2003. godine, za ulogu u filmu Clinta Eastwooda, Mistična rijeka. 

## Životopis

### Rani život
Tim Robbins rođen je u gradu West Covina, Kalifornija, u obitelji Mary Bledsoe i Gila Robbinsa; ima dvije sestre, Adele i Gabrielle, i brata Davida. Robbins se zajedno s obitelji preselio u Greenwich Village još kao dijete, dok se njegov otac probijao kao član folk grupe The Highwaymen. Robbins je počeo nastupati u kazalištu s dvanaest godina te se pridružio dramskom klubu na Stuyvesant High School. Proveo je dvije godine na SUNY Plattsburgh, onda se vratio u Kaliforniju da bi pohađao UCLA Film School.

### Karijera
Robbinsova glumačka karijera započela je u njujorškom kazalištu, gdje je kao tinejdžer nastupao u glazbenoj adaptaciji  Malog princa Antoine de Saint-Exuperyja. Nakon diplome, 1981., Robbins se u Los Angelesu pridružio eksperimentalnoj kazališnoj grupi Actor's Gang, s prijateljima iz svoje softball ekipe. Uloga koja mu je lansirala karijera bila je ona bacača "Nukea" LaLoosha u bejzbolskom filmu Bull Durham 1988.
Zaradio je odlične kritike za glavnu ulogu nemoralnog filmskog direktora u filmu  Roberta Altmana iz 1992., Igrač. Kao redatelj i scenarist debitirao je satiričnim dokumentarcem Bob Roberts, o desničarskom kandidatu za senatora. Robbins je nakon toga s  Morganom Freemanom nastupio u hvaljenoj zatvorskoj drami, Iskupljenje u Shawshanku, filmu iz 1994. koji je nastao prema kratkoj priči  Stephena Kinga.
Robbins je nakon toga napisao, producirao i režirao nekoliko filmova sa strogim političkim predznakom, kao što je Odlazak u smrt (1995.), film o smrtnoj kazni sa  Seanom Pennom i Susan Sarandon u glavnim ulogama. Robbins je zaradio nominaciju za Oscara za najbolju režiju. Njegov sljedeći redateljski projekt bio je mjuzikl smještem za vrijeme  Velike depresije, Kolijevka će se zaljuljati iz 1999. Osim toga, Robbins je nastupio i u mainstream trilerima, kao što su Arlington Road (1999.) i Antitrust (2001.). Robbins je nastupao i režirao nekoliko kazališnih produkcija Actor's Ganga.
2003. je dobio Oscara za najbolju sporednu ulogu za film Mistična rijeka, u kojem je glumio istraumatiziranog čovjeka koji je bio zlostavljan kao dijete. U zadnje vrijeme nastupio je u filmu  Stevena Spielberga, Rat svjetova, kao lažni bolničar te u filmu  Jona Favreua, Zathura, oba iz 2005.

### Privatni život
Tim Robbins je od 1988. do 2009. bio u vezi s glumicom Susan Sarandon. Imaju dva sina: Jack Henryja (rođen 1989.) i Milesa Guthrieja (1992.).

## Filmografija
| Godina | Naziv                                | Uloga                       | Bilješke                                                                        |
| ------ | ------------------------------------ | --------------------------- | ------------------------------------------------------------------------------- |
| 1985.  | Fraternity Vacation                  | Larry "Mother" Tucker       |                                                                                 |
| 1985.  | The Sure Thing                       | Gary Cooper                 |                                                                                 |
| 1986.  | Howard the Duck                      | Phil Blumburtt              |                                                                                 |
| 1986.  | Top Gun                              | Poručnik Sam 'Merlin' Wells |                                                                                 |
| 1988.  | Tapeheads                            | Josh Tager                  |                                                                                 |
| 1988.  | Bull Durham                          | Ebby Calvin 'Nuke' LaLoosh  |                                                                                 |
| 1988.  | Five Corners                         | Harry                       |                                                                                 |
| 1989.  | Erik viking                          | Erik                        |                                                                                 |
| 1989.  | Miss Firecracker                     | Delmount                    |                                                                                 |
| 1990.  | Jacobova ljestvica užasa             | Jacob Singer                |                                                                                 |
| 1990.  | Cadillac Man                         | Larry                       |                                                                                 |
| 1992.  | Bob Roberts                          | Bob Roberts                 | scenarist i redatelj                                                            |
| 1992.  | Igrač                                | Griffin Mill                | Nominacija za BAFTA-u za najboljeg glumca                                       |
| 1993.  | Kratki rezovi                        | Gene Shepard                |                                                                                 |
| 1994.  | I.Q.                                 | Ed Walters                  |                                                                                 |
| 1994.  | Prêt-à-Porter                        | Joe Flynne                  |                                                                                 |
| 1994.  | Iskupljenje u Shawshanku             | Andy Dufresne               |                                                                                 |
| 1994.  | Mr. Hula-Hoop                        | Norville Barnes             |                                                                                 |
| 1995.  | Odlazak u smrt                       |                             | samo scenarist i redatelj                                                       |
| 1997.  | Ništa za izgubiti                    | Nick Beam                   |                                                                                 |
| 1999.  | Austin Powers: Špijun koji me hvatao | Predsjednik                 |                                                                                 |
| 1999.  | Kolijevka će se zaljuljati           |                             | samo scenarist i redatelj                                                       |
| 1999.  | Arlington Road                       | Oliver Lang                 |                                                                                 |
| 2000.  | Misija na Mars                       | Woodrow 'Woody' Blake       |                                                                                 |
| 2000.  | Dućan snova                          | Ian 'Ray' Raymond           |                                                                                 |
| 2001.  | Antitrust                            | Gary Winston                |                                                                                 |
| 2002.  | Ljudska priroda                      | Dr. Nathan Bronfman         |                                                                                 |
| 2002.  | Istina o Charlieju                   | Lewis Bartholomew           |                                                                                 |
| 2003.  | Mistična rijeka                      | Dave Boyle                  | Oscar za najboljeg sporednog glumca Zlatni globus za najboljeg sporednog glumca |
| 2003.  | Šifra 46                             | William Geld                |                                                                                 |
| 2004.  | Anchorman: Voditelj uzvraća udarac   | Cameo                       | nepotpisan                                                                      |
| 2005.  | Tajni život riječi                   | Josef                       |                                                                                 |
| 2005.  | Zathura                              | Tata                        |                                                                                 |
| 2005.  | Rat svjetova                         | Harlan Oglivy               |                                                                                 |
| 2006.  | Tenacious D: Trzalica sudbine        | Stranac                     |                                                                                 |
| 2006.  | Uhvati vatru                         | Pukovnik Nic Vos            |                                                                                 |
| 2007.  | Buka                                 | David Owen                  |                                                                                 |
| 2008.  | Sretni                               | Fred Cheever                |                                                                                 |
| 2008.  | Grad svjetla                         | Loris Harrow                |                                                                                 |

## Vanjske poveznice
- Tim Robbins u internetskoj bazi filmova IMDb-u (engl.)
- Text of the luncheon speech given by Tim Robbins to the National Press Club in Washington, D.C., on April 15, 2003  Arhivirana inačica izvorne stranice od 17. listopada 2007. (Wayback Machine)
- Video Interview with Tim Robbins on AMC's Sunday Morning Shootout
- Embedded Live, the play  Arhivirana inačica izvorne stranice od 5. travnja 2005. (Wayback Machine) and Embedded /Live, the DVD
- Interview from On The Media, February 20, 2004  Arhivirana inačica izvorne stranice od 1. listopada 2006. (Wayback Machine)
- Interview from Media Matters, June 5, 2005  Arhivirana inačica izvorne stranice od 29. lipnja 2007. (Wayback Machine)
- Tim Robbins' federal campaign contribution report  Arhivirana inačica izvorne stranice od 15. svibnja 2007. (Wayback Machine)
- TheAge.com Article:  "Tim Robbins:  Hall of Fame Violates Freedom"